# Mark Mothersbaugh

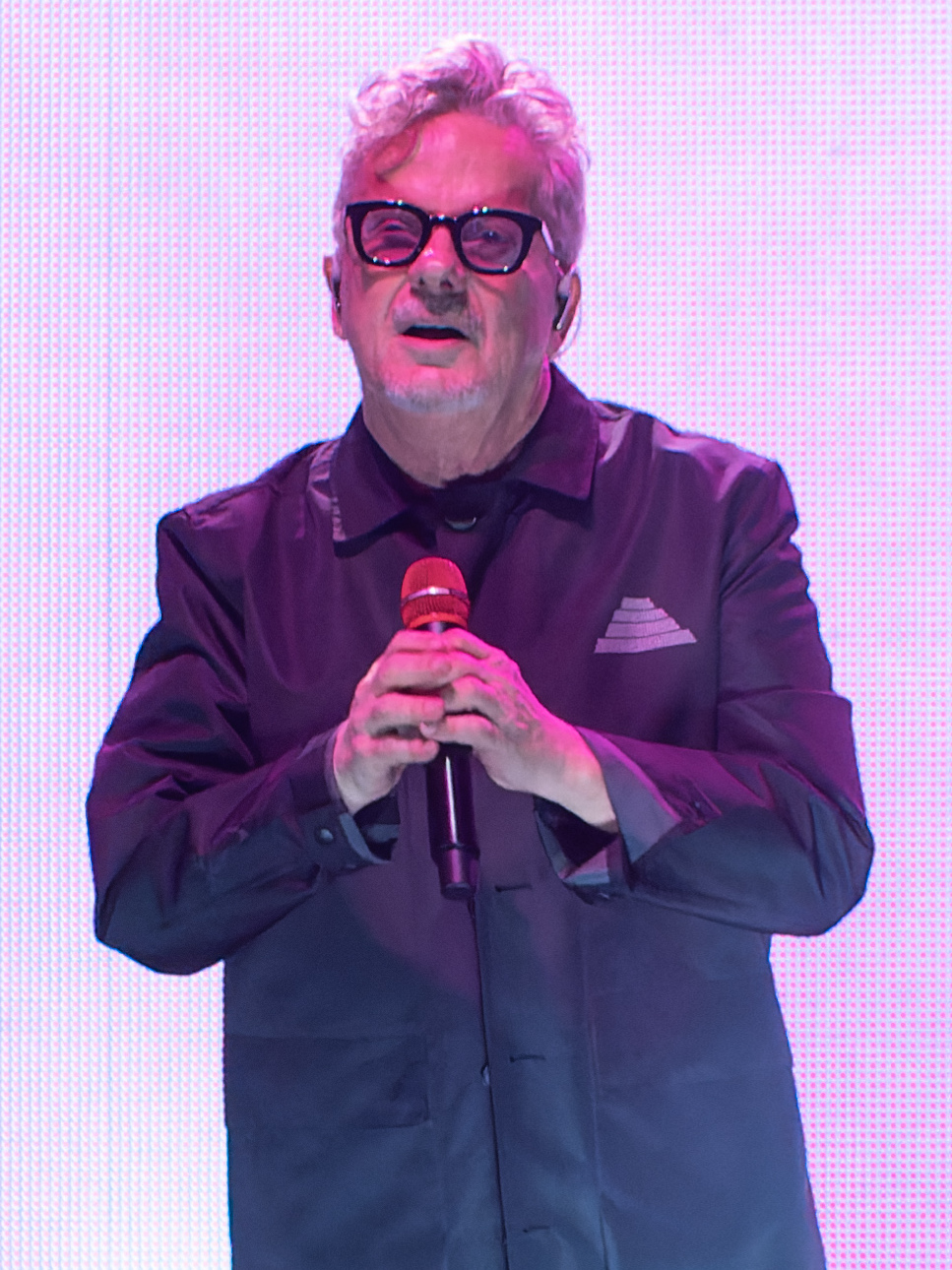
Mark Mothersbaugh, 2023

Mark Mothersbaugh (* 18. Mai 1950 in Akron, Ohio) ist ein US-amerikanischer Musiker, Komponist und Sänger.

## Leben
Mothersbaugh ist Hauptsänger der New-Wave-Band Devo.
Nachdem er schon in den 1980er Jahren vereinzelt Musik für TV-Serien und Filme schrieb, hat er seit der Auflösung der Band Devo im Jahre 1991 Soundtracks und Songs zu über 90 Serien und Filmen beigetragen, so etwa zu Tapeheads – Verrückt auf Video (1988), Last Supper – Die Henkersmahlzeit (1995), Happy Gilmore (1996), Durchgeknallt (1996),  Bloody Wedding – Die Braut muss warten (1997), Männer sind zum Küssen da (1997), Breaking Up (1997), Halloween Town – Meine Oma ist ’ne Hexe (1998), Das zweite Ich (2000), Sugar & Spice (2001), Die Royal Tenenbaums (2001), In tierischer Mission (2003), Dogtown Boys (2004), Neid (2004), Herbie Fully Loaded – Ein toller Käfer startet durch (2005), Mama’s Boy (2007), Nick und Norah – Soundtrack einer Nacht (2008) und Wolkig mit Aussicht auf Fleischbällchen (2009).
Bisher wurde Mothersbaugh bei den BMI Film & TV Awards mit sieben Auszeichnungen geehrt. Zudem war er drei Mal für einen Daytime Emmy Award nominiert.

## Filmografie (Auswahl)
- 1987: Die Supertrottel (Revenge of the Nerds II: Nerds in Paradise)
- 1988: Tapeheads – Verrückt auf Video (Tapeheads)
- 1991–2003: Rugrats (Fernsehserie, 169 Episoden)
- 1993: Down on the Waterfront (Kurzfilm)
- 1994: Was ist Pat? (It’s Pat)
- 1995: Die Stimme des Killers (The Courtyard)
- 1995: Last Supper – Die Henkersmahlzeit (The Last Supper)
- 1995: Sliders – Das Tor in eine fremde Dimension (Sliders, Fernsehserie, 7 Episoden)
- 1996: Durchgeknallt (Bottle Rocket)
- 1996: Happy Gilmore
- 1996: Wunder auf Bestellung (The Big Squeeze)
- 1997: Bloody Wedding – Die Braut muss warten (Best Men)
- 1997: Breaking Up
- 1997: Hier hast du dein Kind (Unwed Father)
- 1997: Männer sind zum Küssen da (Men)
- 1997: Quicksilver Highway (Stephen King’s Quicksilver Highway)
- 1998: Ein Direktor räumt auf (Principal Takes a Holiday)
- 1998: Halloween Town – Meine Oma ist ’ne Hexe (Halloweentown)
- 1998: Last Rites – Sakrament für einen Mörder (Last Rites)
- 1998: Rugrats – Der Film (Rugrats – The Movie)
- 1998: Rushmore
- 1999: Eine Nacht in New York (200 Cigarettes)
- 1999: Gnadenlos schön (Drop Dead Gorgeous)
- 1999–2001: Rocket Power (Fernsehserie, 7 Episoden)
- 2000: Das zweite Ich (The Other Me)
- 2000: Die Abenteuer von Rocky & Bullwinkle (The Adventures of Rocky & Bullwinkle)
- 2000: Rugrats in Paris – Der Film (Rugrats in Paris: The Movie)
- 2001: Camouflage
- 2001: Die Royal Tenenbaums (The Royal Tenenbaums)
- 2001: Halloweentown II (Halloweentown II: Kalabar’s Revenge)
- 2001: Sugar & Spice
- 2002: Das sexte Semester (Sorority Boys)
- 2002: Safecrackers oder Diebe haben’s schwer (Welcome to Collinwood)
- 2003: Dreizehn (Thirteen)
- 2003: Gelegenheit macht Liebe (A Guy Thing)
- 2003: In tierischer Mission (Good Boy!)
- 2003–2007: All Grown Up – Fast erwachsen (All Grown Up!, Fernsehserie, 10 Episoden)
- 2004: Bekenntnisse einer Highschool-Diva (Confessions of a Teenage Drama Queen)
- 2004: Die Tiefseetaucher (The Life Aquatic with Steve Zissou)
- 2004: Neid (Envy)
- 2005: Voll verarscht – Dabei sein ist alles (The Ringer)
- 2005: Dogtown Boys (Lords of Dogtown)
- 2005: Herbie Fully Loaded – Ein toller Käfer startet durch (Herbie: Fully Loaded)
- 2005: The Big White – Immer Ärger mit Raymond (The Big White)
- 2006: Big Love (Fernsehserie, 12 Episoden)
- 2007: Mama’s Boy
- 2008: Fanboys
- 2008: Nick und Norah – Soundtrack einer Nacht (Nick and Norah’s Infinite Playlist)
- 2009: New York, I Love You
- 2009: Wolkig mit Aussicht auf Fleischbällchen (Cloudy with a Chance of Meatballs)
- 2010: Schwesterherzen – Ramonas wilde Welt (Ramona and Beezus)
- 2010–2011: Blue Mountain State (Fernsehserie, 20 Episoden)
- 2010–2017: Regular Show – Völlig abgedreht (Regular Show, Fernsehserie, 233 Episoden)
- 2011: Alvin und die Chipmunks 3: Chipbruch (Alvin and the Chipmunks: Chipwrecked)
- 2011–2013: Enlightened – Erleuchtung mit Hindernissen (Enlightened, Fernsehserie, 17 Episoden)
- 2012: 21 Jump Street
- 2012: Hotel Transsilvanien (Hotel Transylvania)
- 2012: Safe – Todsicher (SAFE)
- 2012–2015: House of Lies (Fernsehserie, 35 Episoden)
- 2013–2014: The Carrie Diaries (Fernsehserie, 26 Episoden)
- 2013: Last Vegas
- 2014: The LEGO Movie
- 2014: 22 Jump Street
- 2015: Pitch Perfect 2
- 2015: Vacation – Wir sind die Griswolds (Vacation)
- 2015: Hotel Transsilvanien 2 (Hotel Transylvania 2)
- 2015: Alvin und die Chipmunks: Road Chip (Alvin and the Chipmunks: The Road Chip)
- 2015–2018: The Last Man on Earth (Fernsehserie, 65 Episoden)
- 2017: Beatriz at Dinner
- 2017: The LEGO Ninjago Movie
- 2017: Thor: Tag der Entscheidung (Thor: Ragnarok)
- 2017: Im Zweifel glücklich (Brad’s Status)
- seit 2018: Disenchantment (Fernsehserie)
- 2018: Hotel Transsilvanien 3 – Ein Monster Urlaub (Hotel Transylvania 3: Summer Vacation)
- 2018: Holmes & Watson
- 2018–2019: Dirty John (Fernsehserie, 8 Folgen)
- 2019: The LEGO Movie 2 (The LEGO Movie 2: The Second Part)
- 2020: Die Croods – Alles auf Anfang (The Croods: A New Age)
- 2020: Familie Willoughby (The Willoughbys)
- 2021: America: Der Film (America: The Motion Picture)
- 2022: Hotel Transsilvanien 4 – Eine Monster Verwandlung (Hotel Transylvania: Transformania)
- 2022: Thor: Love and Thunder
- 2022: Our Flag Means Death (Fernsehserie)
- 2023: Cocaine Bear
- 2023: Der Elefant des Magiers (The Magician’s Elephant)
- 2023: Vacation Friends 2
- 2025: The Residence (Miniserie, 8 Folgen)
- 2025: Ein Minecraft Film (A Minecraft Movie)